# Sukth
Sukth è una frazione del comune di Durazzo in Albania (prefettura di Durazzo).
Fino alla riforma amministrativa del 2015 era comune autonomo, dopo la riforma è stato accorpato, insieme agli ex-comuni di Ishëm, Katund i Ri, Manëz e Rrashbull a costituire la municipalità di Durazzo.